# Ferdinand Schimon

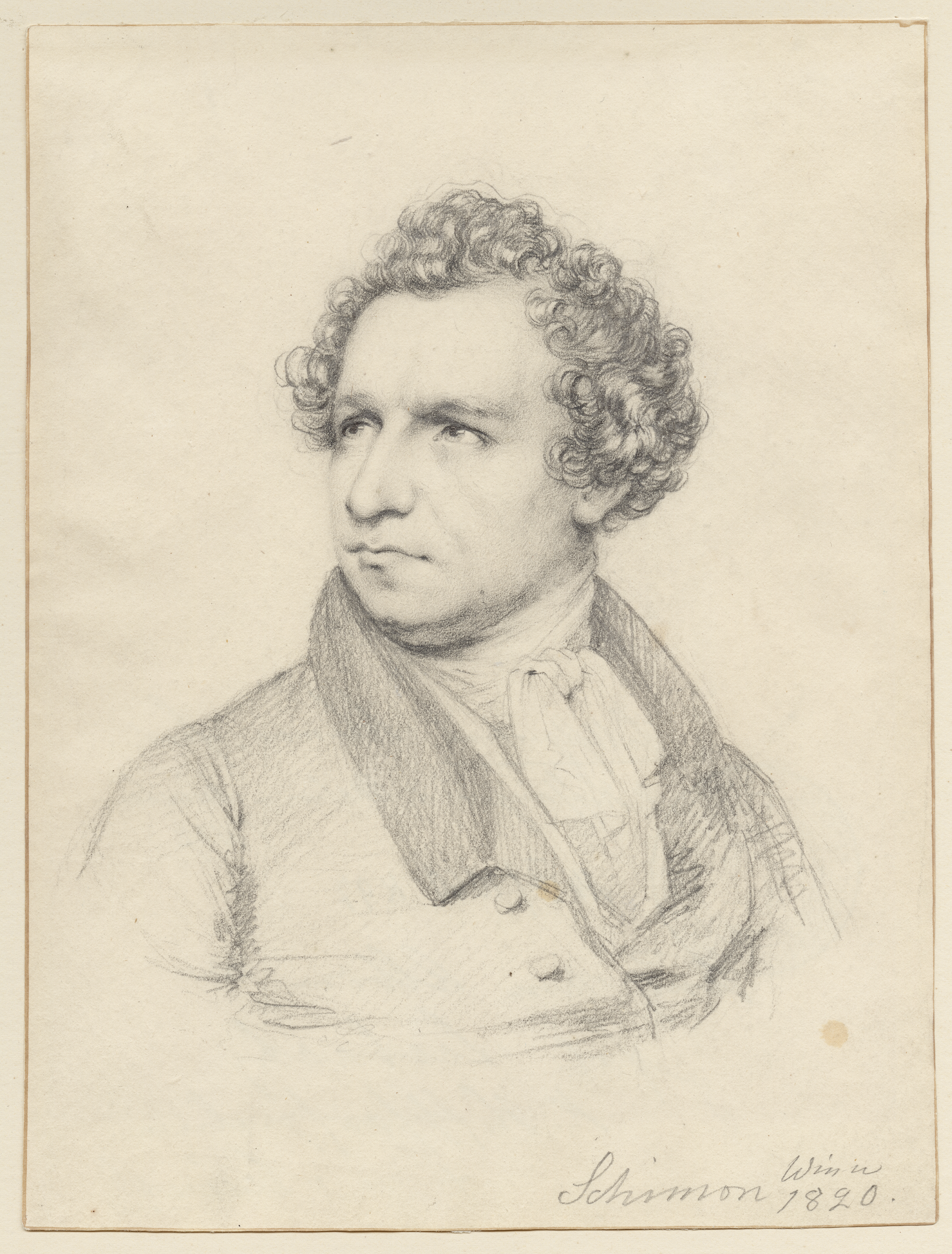
Ferdinand Schimon, Selbstporträt, Bleistiftzeichnung, Wien 1820 – München, Stadtmuseum

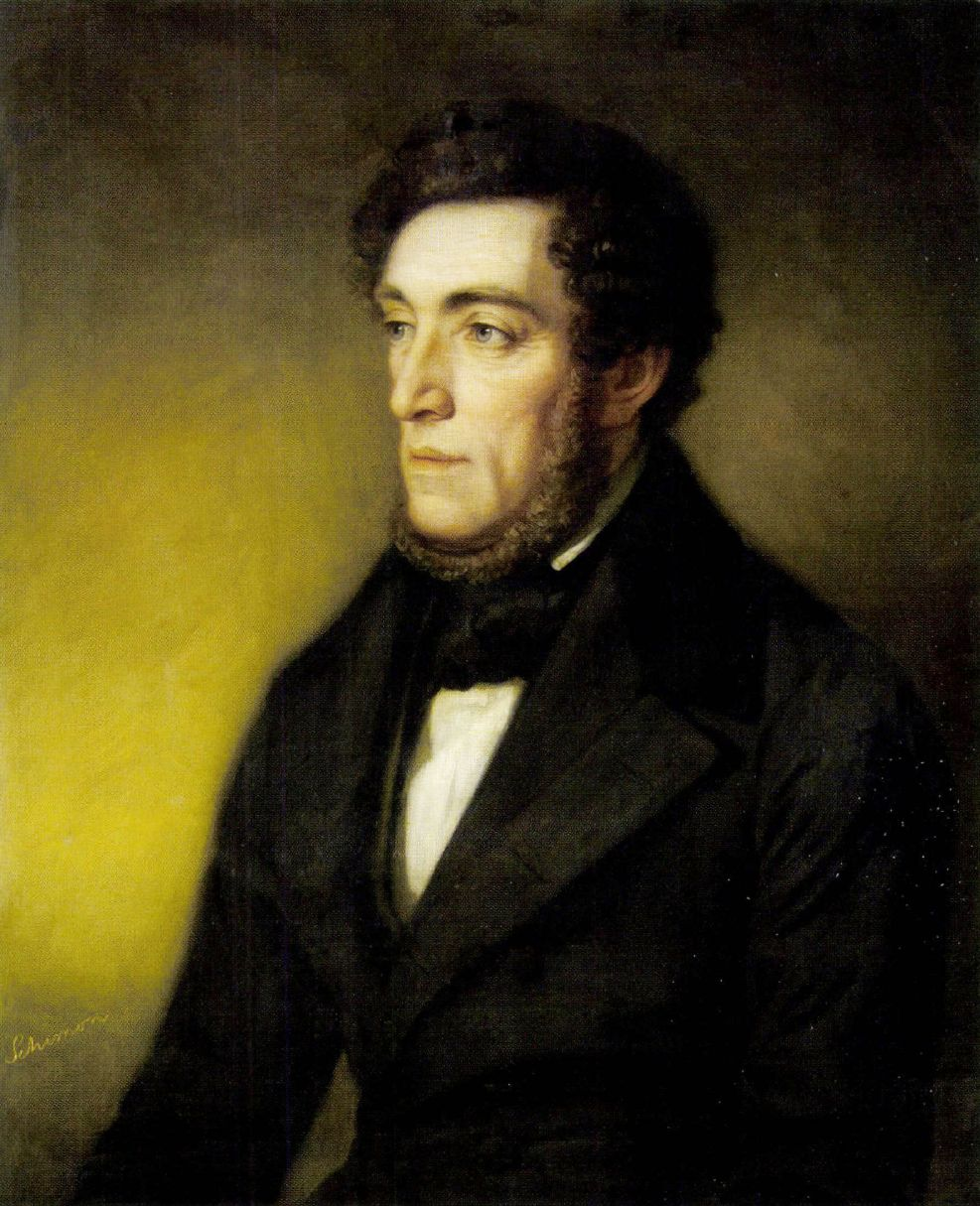
Ferdinand Schimon, Selbstporträt, Pest 1843 – Budapest, Ungarische Nationalgalerie

Ferdinand Schimon (* 6. April 1797 in Buda; † 29. August 1852 in München) war ein deutscher Opernsänger (Tenor) und Porträtmaler.

## Leben
Schimon wurde in Buda geboren und kam früh nach Wien, wo er sich als Schüler von Johann Baptist Lampi d. J. zum Maler ausbilden ließ. 1818 malte er die Burgschauspieler Joseph Koberwein und Maximilian Korn, außerdem porträtierte er Adlige. Der Komponist Franz Schubert, mit dem er befreundet war, ermutigte ihn, Sänger zu werden. Noch in Wien trat er am 19. August 1820 bei der Uraufführung von Schuberts Oper Die Zauberharfe in der Rolle des Palmerin auf.
1821 wechselte er nach München und wirkte am 1. Juli in Ludwig van Beethovens Oper Fidelio an der Münchner Hofoper mit. Als Sänger der Hofoper übernahm er meist Nebenrollen, etwa in Die Hochzeit des Figaro die Rolle des Basilio oder in Die Stumme von Portici den Lorenzo. 1840 wurde er pensioniert, nachdem er seine Stimme verloren hatte.
Er malte weiterhin, etwa den Musiker, Komponisten und Dirigenten  Louis Spohr. Außerdem war er an der Ausmalung der Loggien der Neuen Pinakothek unter Clemens von Zimmermann beteiligt. Zu seinen bekanntesten Werken gehört ein Porträt Carl Maria von Webers aus dem Jahr 1825 sowie ein Porträt Beethovens.
Familie

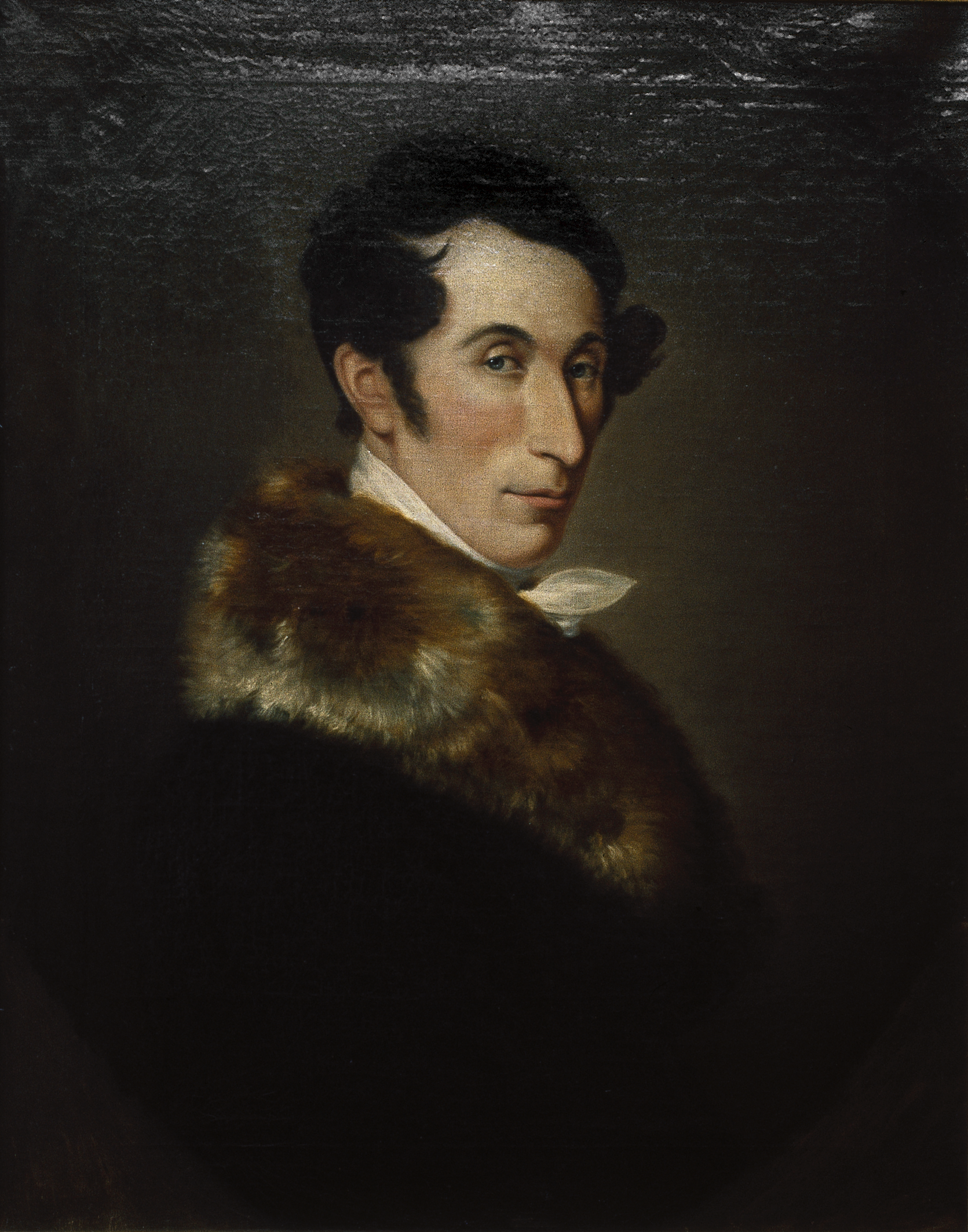
Carl Maria von Weber, Porträt von Ferdinand Schimon, 1825 – Dresden, Städtische Galerie

Sein Bruder Maximilian Schimon (1805–1859) war ebenfalls Maler. Schimons Sohn Adolf Schimon war Pianist, Gesangslehrer und Komponist, dessen Frau Anna Schimon-Regan war Sängerin und lehrte am Leipziger Konservatorium und an der Königlichen Akademie der Tonkunst in München.

## Schimons Beethoven-Porträt

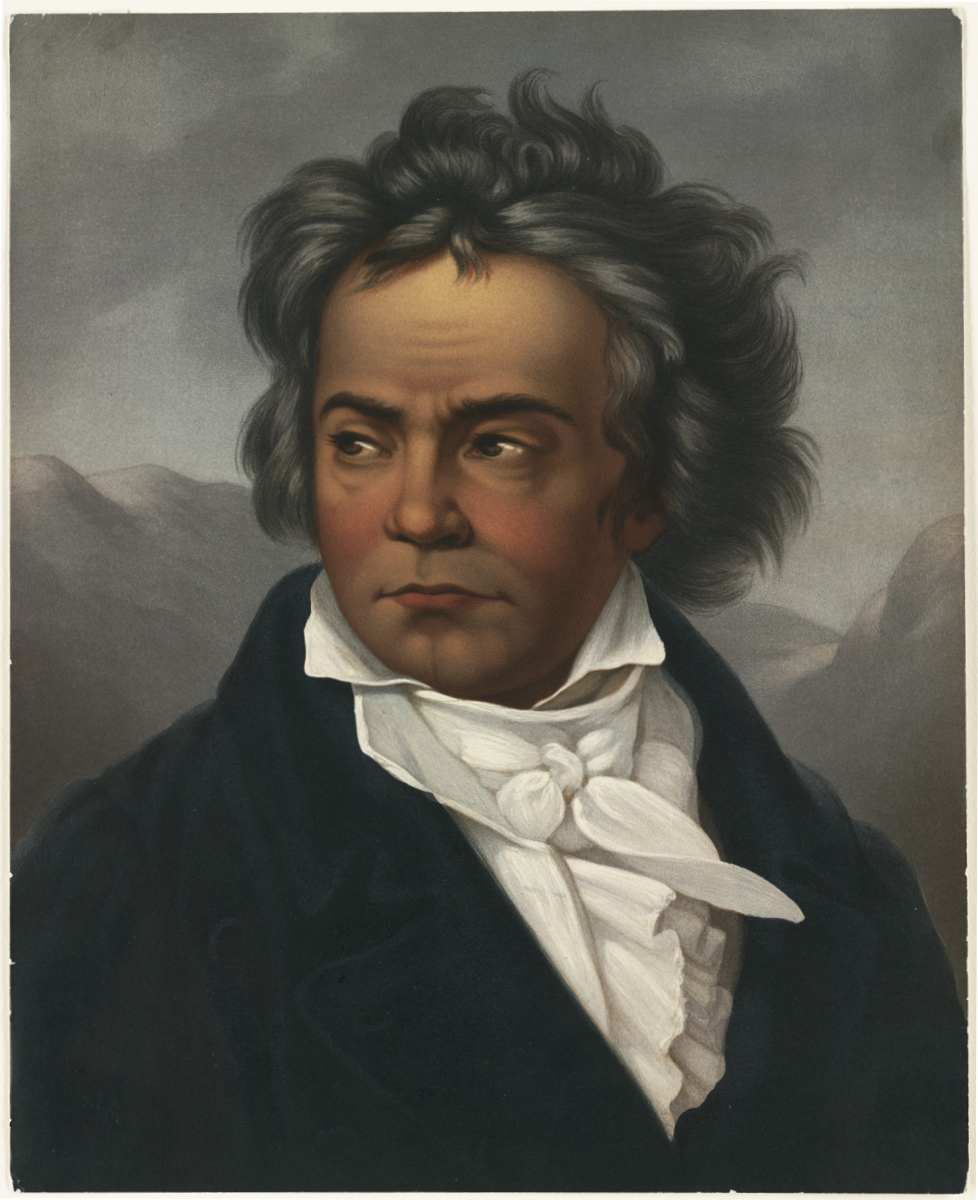
Ausschnitt einer Kopie des Porträts Ludwig van Beethovens von Ferdinand Schimon (1819), Boston Public Library

Anton Schindler, Beethovens zeitweiliger Sekretär und späterer Biograph, behauptet, Schimon vorgeschlagen zu haben, Beethoven zu porträtieren. Demnach entstand das Porträt im Herbst 1819. Heute ist jedoch erwiesen, dass Schindler erst Jahre später die Bekanntschaft Beethovens machte, so dass seine Schilderung vermutlich eine freie Erfindung darstellt.
Möglicherweise entstand das Porträt schon 1815 auf Anregung von Beethovens Bonner Jugendfreund Johann Joseph Eichhoff, der Beethoven am 27. März 1815 in Wien besuchte. Nach der Rückkehr berichtete Eichhoff am 6. Mai 1815 während einer Sitzung der Bonner Lesegesellschaft, dass Beethoven für die Gesellschaft ein Porträt von sich in Auftrag gegeben habe, was die Gesellschaft aus unbekannten Gründen allerdings nie erhielt. Es spricht einiges dafür, dass es sich dabei um das Schimon-Porträt handelte, zumal die Lesegesellschaft nach Beethovens Tod ihren Anspruch auf dieses Porträt anmeldete und Schindler darum bat, es der Stadt Bonn zu überlassen.
Das ovale Ölgemälde auf Leinwand misst 59 × 46 cm und stellt Beethoven en face dar. Er trägt einen dunkelblauen Mantel und richtet den Blick zum Himmel. Den Hintergrund bildet eine Bergkulisse. Das Gemälde gelangte über Anton Schindler in den Besitz der Staatsbibliothek zu Berlin und befindet sich seit 1890 als deren Dauerleihgabe im Beethoven-Haus in Bonn.
An Schimons Porträt Beethovens lehnten sich andere Künstler an, so Carl Mittag bei seiner Zeichnung, Friedrich Eduard Eichens und Robert Reyher bei Kupferstichen, Paul Rohrbach bei einer Lithografie sowie Fritz Lomens bei einer Federzeichnung von 1934.